# A Change of Seasons (canción)
«A Change Of Seasons» es la primera canción del EP homónimo del grupo de metal progresivo Dream Theater. Es una suite compuesta por Mike Portnoy, consta de 7 partes, siendo así, la cuarta canción más larga de la banda. Fue tocada por primera vez el 9 de junio de 1990. Esta canción es considerada como el Magnum opus de la banda por sus fanes junto a Octavarium y Metropolis Pt. 1: The Miracle and the Sleeper demostrando su capacidad no sólo a componer y tocar sus instrumentos con gran complejidad, sino también su madurez lírica.

## Historia
De acuerdo a una respuesta de Portnoy en el foro de su página web: "(...) Básicamente, tomé varios incidentes personales, como el fallecimiento de mi madre y un par de cosas que sucedieron en mi vida, y los convertí en la letra. Como, en una escala menor, no intentaría compararlo con ésta, cuando escucho The Wall de Pink Floyd, hay muchos sentimientos allí- mucho sufrimiento y enojo. Se da cuenta de que se completa un ciclo, el personaje. Él tiene un hijo y está por morir, ahora su hijo deberá vivir una vida similar a la suya y deberá pasar por las mismas experiencias."

## Partes

### The Crimson Sunrise (0:00 - 3:48)
El comienzo de la suite con una guitarra de siete cuerdas emulando una marcha fúnebre, a la que lentamente se van acoplando los demás instrumentos. Está relacionado con el otoño, cuando se pueden encontrar colores rosáceos; especialmente al amanecer o atardecer, temas recurrentes en la música.

### Innocence (3:49 - 7:03)
La introducción del personaje y su pasado, su niñez y como ha ido cambiando desde entonces, como los días de descubrimientos y alegrías han desaparecido. El cambio de un personaje alegre a uno depresivo, solitario que piensa que el final está cerca.

### Carpe Diem (7:04 - 10:13)
Un movimiento solemne y melancólico. Su letra contiene la idea del Carpe diem (aprovecha el momento). El personaje recuerda cuan importantes eran las palabras que había escuchado antes de que afecten su forma de vida. Alguien le había enseñado a él a aprovechar el día y que debía amar la vida mientras estuviera vivo. Sin embargo, él expresa dudas por esa esperanza ya que nunca sabemos que sucederá en el futuro. Al final, el personaje entra en un proceso de despertar, pero es alcanzado por la desaparición de un ser querido.
Se pueden encontrar citas al poema To the Virgins, to Make Much of Time de Robert Herrick.
Una vez, el profesor de secundaria de Mike Portnoy dio una lección completa sobre la frase "Carpe Diem" ("aprovecha el día", no des nada por sentado), y les dijo a los estudiantes que debían ir a su casa y dejar que sus seres queridos supieran cuánto los amaban. Esto es exactamente lo que hizo Portnoy. Él y su madre había tenido una pelea anteriormente, y cuando Portnoy llegó a casa, su madre estaba a punto de abandonar la ciudad. La madre de Portnoy murió en un accidente de avión esa misma noche, y si no fuera por el maestro de escuela secundaria de Mike, él y su madre no hubieran hecho las paces antes de su muerte. El tema del "Carpe Diem" en el disco tiene sus raíces aquí.

### Another World (13:13 - 17:08)
El personaje se encuentra en primavera, se siente muy distanciado del pasado, muchas cosas han sucedido; siente la necesidad de rendirse en la vida, solo y dice que tiene una idea de como le gustaría que la vida fuera, pero este sueño sólo le causa sufrimiento, cuando se da cuenta de que es imposible padecerlo.
Cerca del final de este movimiento, se puede encontrar un personaje más enojado y más fuerte, hablando de la hipocresía, el cambio de vida, y el rechazo y eventualmente decidiendo que no dejará que lo presionen.

### The Crimson Sunset (20:28 - 23:31)
El personaje está mirando el atardecer con su hijo. El personaje rememora todas las buenas y malas situaciones por las que pasó en su vida y como lo ayudaron a resolver los problemas que le surgieron en el futuro. Luego le dice adiós a su hijo, diciéndole que aproveche el día y siga adelante, que no llore y que él seguirá viviendo aunque fallezca. Al final de la canción, se escucha la misma tonada de guitarra al estilo funeral del principio, que significa que la vida de su hijo apenas está comenzando.

## Intérpretes
- James Labrie, voces
- John Myung, bajo
- John Petrucci, guitarra
- Mike Portnoy, batería
- Derek Sherinian, teclados

## Diferentes versiones
Aparece en un DVD oficial y en un disco en el cual se toca por partes:
- Live Scenes From New York (CD/DVD)
- Once In A LIVEtime (CD)